# 三津浜駅
三津浜駅（みつはまえき）は、愛媛県松山市会津町にある四国旅客鉄道（JR四国）予讃線の駅である。駅番号はY54。駅名標のコメントは「坊っちゃんゆかりのターナー島の駅」。

## 歴史

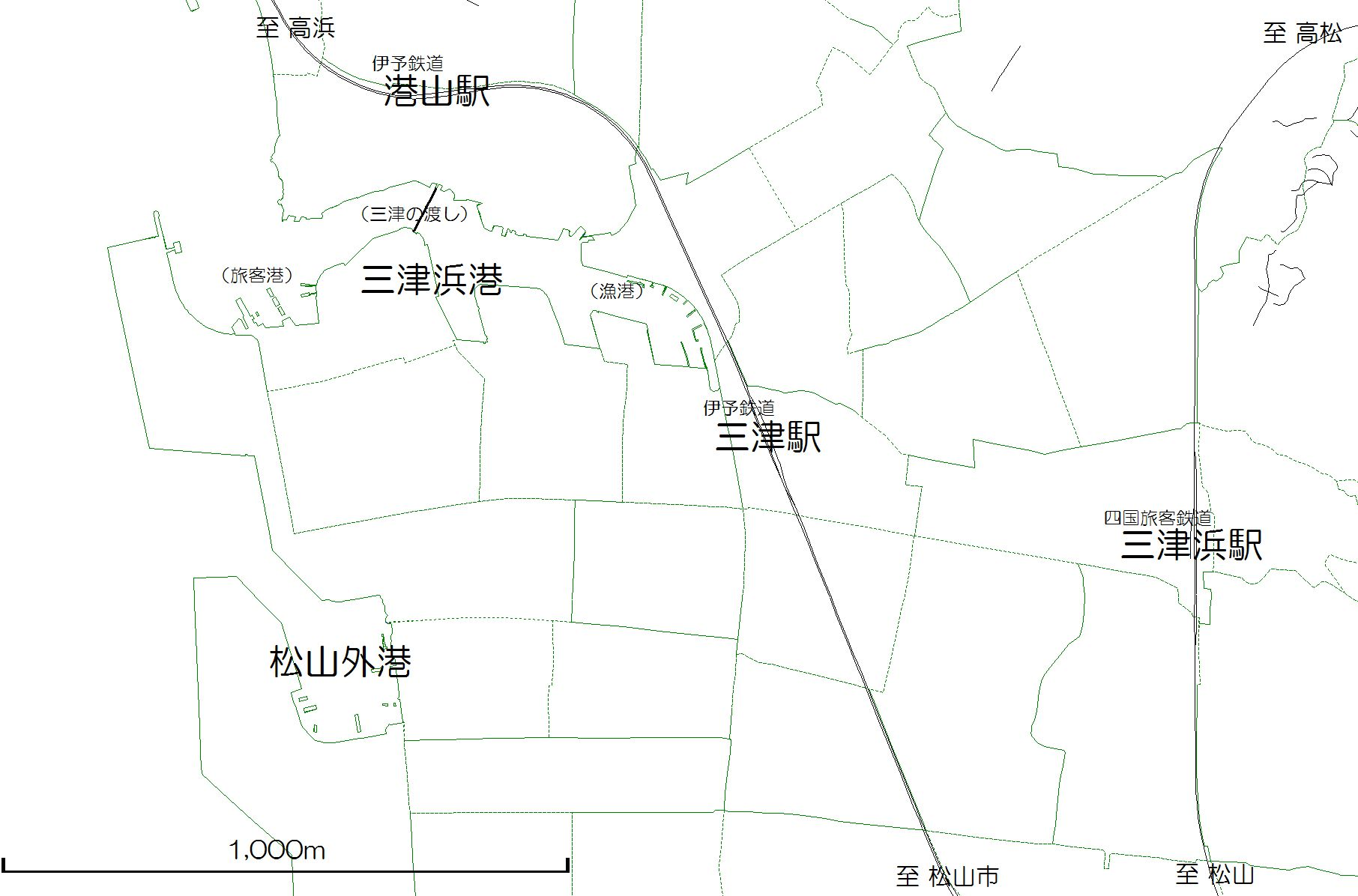
三津浜地区の関係図

- 1927年（昭和2年）4月3日：鉄道省予讃線伊予北条 - 松山間開業に伴い開設（当時は温泉郡三津浜町）[3]。
- 1982年（昭和57年）11月15日：貨物取扱廃止[3]。
- 1985年（昭和60年）3月14日：荷物扱い廃止[3]。無人駅化[5][6]。
- 1987年（昭和62年）
  - 2月15日：職員を1人配置し、売店を併設した直営駅に戻る[7]。
  - 4月1日：国鉄分割民営化により、JR四国の駅となる[3]。
- 2010年（平成22年）9月1日：再度無人駅化[4][8]。

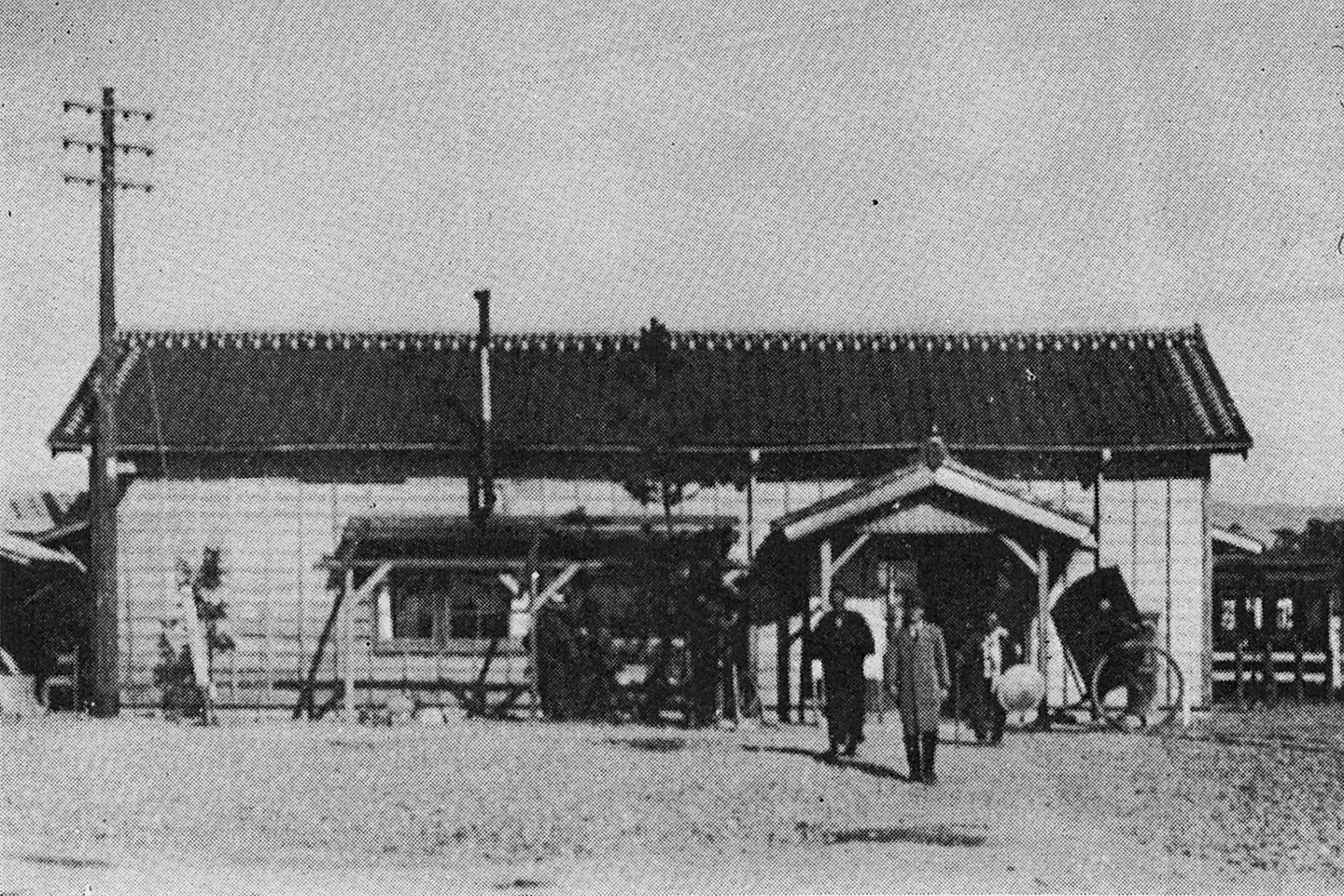
戦前の国鉄三津浜駅

## 駅構造
相対式ホーム2面2線（1線スルー）を有する地上駅。本屋側（1番のりば）の線路が通過線（制限速度100km/h）となっている。停車列車も含め、上下線共行違いが無い場合は基本的に1番のりばを通行する。かつては2面3線の形態でだったが、3番のりばの線路が撤去され現在の構造になっている。
かつての通票閉塞時代の信号扱い所跡や腕木信号用のケーブル跡などが、典型的な単線区間のローカル駅の佇まいを残す。
以前は直営駅であり、平日午前中に社員が配備されていたが、2010年に無人駅化された。自動券売機が設置されている他、駅舎の一部でうどん店が営業している。

### のりば
| のりば | 路線    | 方向 | 行先                     |
| ------ | ------- | ---- | ------------------------ |
| 1・2   | ■予讃線 | 上り | 今治・伊予西条・高松方面 |
| 1・2   | ■予讃線 | 下り | 松山・伊予市方面         |

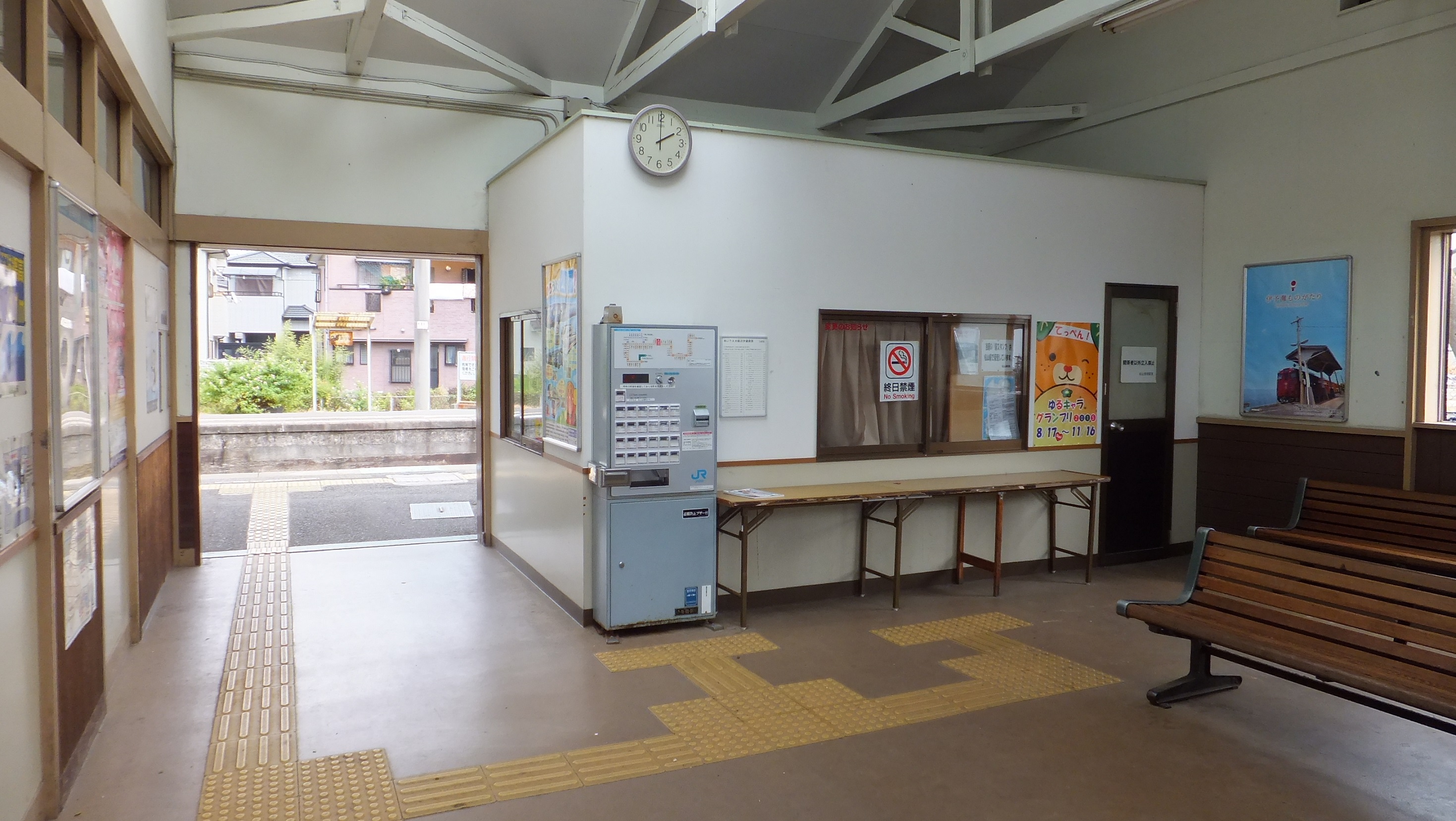
駅舎内（2015年9月）
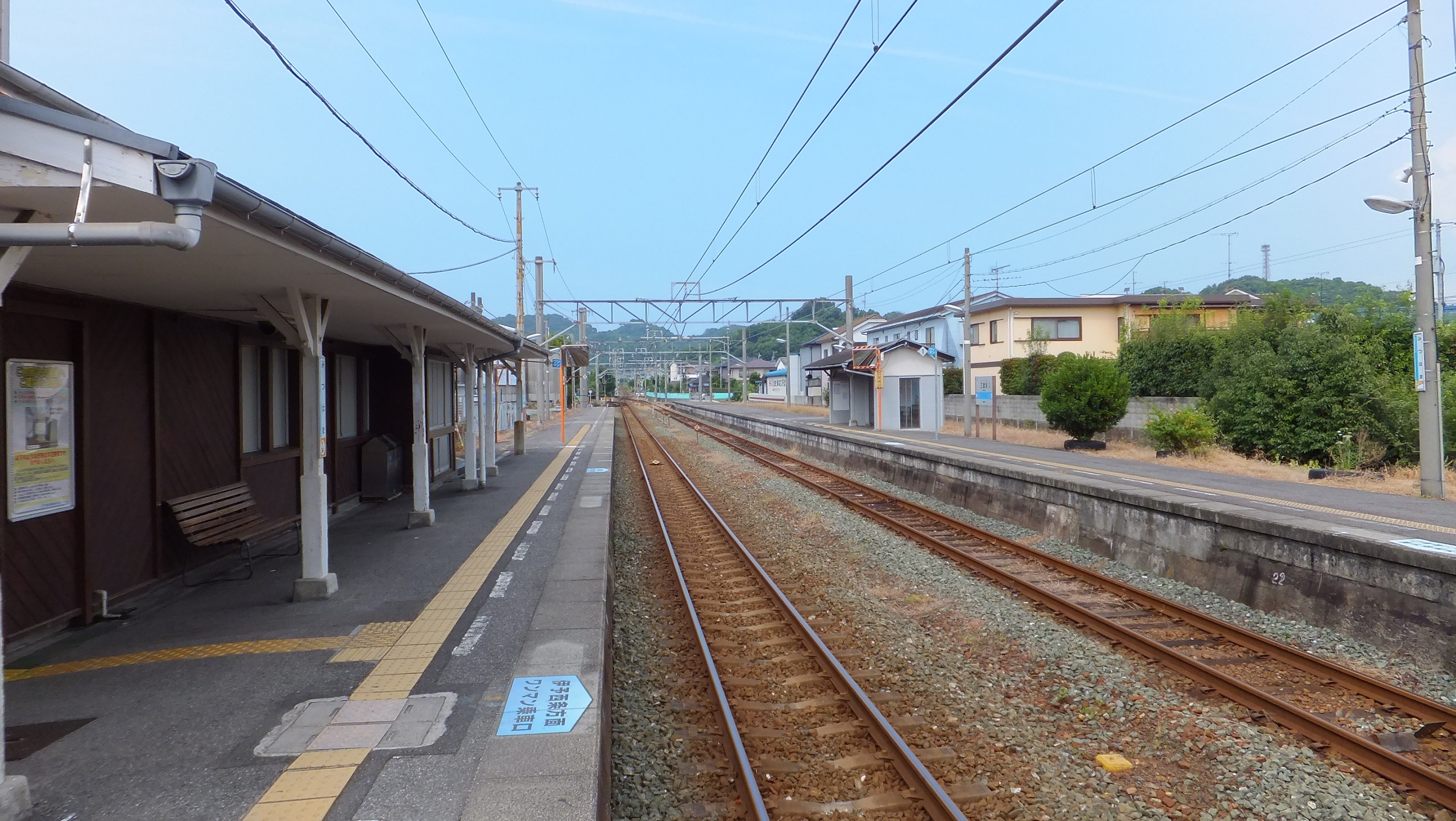
ホーム（2015年9月）

## 利用状況
- 2019年度の1日平均乗降人員は1,092人であった[9]。

かつては一部の特急列車が停車していたが、その後停車駅から外れた。地元の高校生達が主な利用客である。また、新田高等学校の受験の日には多くの受験生が利用し、大混雑するという現象が起こる。

## 駅周辺
松山市三津地区の玄関駅は伊予鉄道三津駅であることから、駅前は閑散としている。当駅から三津駅までは徒歩15分の距離であるが、伊予鉄バスがループバスを運行している。
2008年に14階建ての分譲マンションが駅前に建設された後、駐輪場やロータリーなど駅前が整備された。
- セブンスター三津店
- 松山生協三津店
- 愛媛信用金庫三津浜支店
- 松山内浜郵便局
- 三津浜港（徒歩30分）
- 愛媛県立松山西中等教育学校（徒歩10分）
- 松山市立宮前小学校
- 松山少年鑑別所
- 儀光寺（四国三十三観音霊場21番札所）

## 隣の駅
四国旅客鉄道（JR四国）
■予讃線
伊予和気駅 (Y53) - 三津浜駅 (Y54) - 松山駅 (Y55)